# Миштеки
Миште́ки (исп. Mixtecos) — древний мезоамериканский народ, населяющий регион Миштека (современные мексиканские штаты Оахака, Герреро и Пуэбла). В переводе с языка науатль название миштеки означает «народ из Миштлана (страны облаков)», самоназванием народа в доколумбову эпоху было нюу сави («народ дождя»).
Общая численность — около 270 тысяч человек.
Говорят на миштекских языках ото-мангской семьи, также распространено владение испанским.
Миштеки были носителями высокоразвитой доколумбовой культуры в южной Мексике.
Истоки их культуры прослеживаются по письменным источникам вплоть до VII века н. э. Расцвета своей культуры миштеки достигли в X веке.
Были известны своими частыми войнами против сапотеков.
Одним из наиболее могущественных городов-государств Миштеки был Тилантонго (располагался на территории современного штата Оахака). В 1458 году ацтеки во главе с Монтесумой I завоевали почти всю Миштеку. В 1480-х годах тлатоани ацтеков Ашаякатль разгромил союзную армию миштеков и сапотеков.

## Материальная культура миштеков
Миштеки были умелыми ремесленниками, а их изделия высоко ценились и у соседних народов.
Они производили окрашенные в яркие краски керамические изделия, создавали ценную бирюзовую мозаику и были мастерами в обработке металлов.
Многочисленные артефакты, свидетельствующие о высоком мастерстве в обработке металлов и ювелирном деле, были найдены в захоронении № 7 в Монте-Альбане.
Культурное влияние миштеков распространялось и на Чолулу, где сформировался региональный стиль миштеков-пуэбло.
Миштеки имели собственную идеографическую письменность.
Большинство сохранившихся до наших дней мезоамериканских манускриптов, состоящих из картинок, — миштекского происхождения.

## Миштекский календарь
Год в миштекском летоисчислении состоял из 260 дней, объединявшихся в девять месяцев. Каждый день носил название в честь предмета, явления или животного; таких названий было двадцать (Крокодил, Ветер, Дом, Ящерица, Змея, Смерть, Олень, Кролик, Вода, Собака, Обезьяна, Трава, Тростник, Ягуар, Орёл, Гриф, Землетрясение, Кремень, Дождь, Цветок). В таком порядке дни считались начиная с 1 Крокодила. После каждого тринадцатого дня счёт начинался заново (так, в первом месяце это был день 1 Ягуара). После дня Цветка названия шли сначала (соответственно, 9 Ветра было 22 днём года). Годы имели четыре названия (Кролик, Тростник, Кремень, Дом), каждое из которых повторялось в одном цикле тринадцать раз; таким образом годы объединялись в циклы по 52 года каждый (4 года 13 раз = 52 года). Миштеки получали так называемое «календарное имя», вероятно, по дню своего рождения (например, «Четвёртый Ветер»). В кодексах календарное имя изображается рядом с изображением человека: оно представляет собой рисунок соответствующего явления и количество точек, обозначающее порядковый номер дня.

## Известные правители
- Восьмой Олень Коготь Ягуара (1063–1115) — в 1079–1115 годах предпринимал усилия по созданию единого миштекского государства.